# Recording Industry of South Africa
Recording Industry of South Africa (рус. Ассоциа́ция звукозапи́сывающих компа́ний Южной Африки, RISA) — ассоциация, представляющая интересы звукозаписывающей индустрии Южной Африки, которая включает в себя почти 1000 представителей, в том числе большую четвёрку лейблов звукозаписи — Sony Music, Universal Music, EMI и Warner (часть Gallo Warner в Южной Африке).
Ассоциация расположена в Йоханнесбурге, RISA несет ответственность за проведение ежегодной южноафриканской музыкальной награды (англ. South African Music Awards, SAMA).
RISA так же отвечает за подтверждение статуса сертификации продаж музыкальных альбомов. Существует статус «Золотая награда», присуждаемый за продажу более 25 000 копий записи, и статус «Платиновая награда» — продажи более 50 000 копий.
Официальный чарт Южной Африки формируется благодаря ассоциации звукозаписывающих компаний Южной Африки (RISA). В чарте объединены данные о студийных альбомах и альбомах-сборниках, которые ранжируются в список двадцати самых популярных. Данные чарта основаны на продаже физических музыкальных носителей от всех официальных распространителей музыки по Южной Африке. Магазины, имеющие лицензию продажи музыкального контента, еженедельно публикуют данные о количестве проданных альбомов, учитывающихся в главном чарте, который публикуется на сайте радиостанции Radio Sonder Grense каждую субботу между 13:00 и 14:00 центрального африканского времени. Чарт популярности альбомов оглашается в масштабах всей страны благодаря Radio Sonder Grense. Оглашение чарта происходит на языке Африкаанс и объявляется Ettiene Loudick, который выбирает и включает в ротацию песни из альбомного чарта в течение часа. Данные о продажах и сертификациях также публикуются еженедельно на этом же сайте.

## Список альбомов #1
Серым цветом обозначены альбомы исполнителей южноафриканского происхождения.
| Неделя     | Название                         | Исполнитель     |
| ---------- | -------------------------------- | --------------- |
| 23/01/2010 | I Dreamed a Dream                | Сьюзан Бойл     |
| 30/01/2010 | Die Beste Medisyne               | Kurt Darren     |
| 06/02/2010 | I Dreamed a Dream                | Сьюзан Бойл     |
| 13/02/2010 | The Fame Monster                 | Lady Gaga       |
| 20/02/2010 | I Dreamed a Dream                | Сьюзан Бойл     |
| 27/02/2010 | The Fame Monster                 | Lady Gaga       |
| 06/03/2010 | The Fame Monster                 | Lady Gaga       |
| 13/03/2010 | Now That's What I Call Music! 53 | Various Artists |
| 20/03/2010 | 100 Acoustic Memories            | Various Artists |
| 27/03/2010 | Sun in My Pocket                 | Locnville       |
| 13/04/2010 | Now That's What I Call Music! 54 | Various Artists |
| 20/04/2010 | Now That's What I Call Music! 54 | Various Artists |
| 27/04/2010 | Now That's What I Call Music! 54 | Various Artists |